# Odontocera clara
Odontocera clara är en skalbaggsart som beskrevs av Bates 1873. Odontocera clara ingår i släktet Odontocera och familjen långhorningar.
Artens utbredningsområde är:
- Costa Rica.
- Honduras.
- Nicaragua.

Inga underarter finns listade i Catalogue of Life.